# Jan Zimmermann
Jan Zimmermann (Offenbach am Main, 19 april 1985) is een Duits doelman in het betaald voetbal. Hij verruilde TSV 1860 München in juli 2017 voor Eintracht Frankfurt, waar hij eerder de jeugdopleiding had doorlopen en van 2004 tot en met 2010 onder contract stond.

## Clubcarrière
Zimmermann maakte deel uit van de selectie van Eintracht Frankfurt, die op zaterdag 19 mei 2018 de DFB-Pokal won door in de finale Bayern München met 3-1 te verslaan. Het was de eerste grote prijs voor de club in dertig jaar. Zimmermann kwam tijdens het toernooi niet in actie. Namens Eintracht scoorde Ante Rebić twee keer in de eindstrijd. Invaller Mijat Gaćinović bepaalde de eindstand op 3–1.
1 Trapp  ·
3 Theate ·
4 Koch ·
5 Amenda ·
6 Højlund ·
7 Marmoush ·
8 Chaïbi ·
9 Matanović ·
11 Ekitike ·
13 Kristensen ·
15 Skhiri ·
16 Larsson ·
18 Dahoud ·
19 Bahoya ·
20 Uzun ·
21 Brown ·
22 Chandler ·
23 Lisztes ·
26 Ebimbe ·
27 Götze ·
28 Wenig ·
29 Nkounkou ·
33 Grahl ·
34 Collins ·
35 Tuta ·
36 Knauff ·
37 Santos ·
41 Onguéné ·
44 Bautista ·
45 Loune ·
47 Fenyő ·
Coach: Toppmöller
· Keeperstrainer: Zimmermann